# Беллон (коммуна)
Белло́н (фр. Bellon) — коммуна во Франции, находится в регионе Пуату — Шаранта. Департамент — Шаранта. Входит в состав кантона Обтер-сюр-Дрон. Округ коммуны — Ангулем.
Код INSEE коммуны — 16037.
Коммуна расположена приблизительно в 430 км к юго-западу от Парижа, в 145 км южнее Пуатье, в 39 км к югу от Ангулема.

## Население
Население коммуны на 2008 год составляло 173 человека.
| 1962 | 1968 | 1975 | 1982 | 1990 | 1999 | 2008 |
| ---- | ---- | ---- | ---- | ---- | ---- | ---- |
| 205  | 176  | 157  | 179  | 156  | 152  | 173  |

## Администрация
| Период | Период | Фамилия      | Партия | Примечания |
| ------ | ------ | ------------ | ------ | ---------- |
| 1987   | 2008   | Анри Реноден |        |            |
| 2008   |        | Жан-Люк Таше |        | электрик   |

## Экономика
В 2007 году среди 104 человек в трудоспособном возрасте (15—64 лет) 76 были экономически активными, 28 — неактивными (показатель активности — 73,1 %, в 1999 году было 63,4 %). Из 76 активных работали 67 человек (39 мужчин и 28 женщин), безработных было 9 (6 мужчин и 3 женщины). Среди 28 неактивных 3 человека были учениками или студентами, 13 — пенсионерами, 12 были неактивными по другим причинам.

## Фотогалерея
- Мэрия
- Дом возле церкви
- Указатель вдоль тропы Пьера Вери
- Дом Проспера Каштан
- Мемориальная доска Пьера Вери у школы